# آفکونس
آفکونس (انگلیسی: Afcons) شرکت ساخت‌وساز هندی است، که در سال ۱۹۵۹ تأسیس شد.